# Grammitis forbesiana
Grammitis forbesiana là một loài dương xỉ trong họ Polypodiaceae. Loài này được W.H.Wagner mô tả khoa học đầu tiên năm 1993.
Danh pháp khoa học của loài này chưa được làm sáng tỏ. 